# 香我美町
香我美町（かがみちょう）は、高知県香南市の町名。かつては香美郡に属した独立した自治体で、2006年3月1日に周辺4町村と合併し香南市となった。

## 地理
高知県中部、土佐湾に面し、東西3km,南北20kmと内陸部へ細長く伸びる町である。南部の岸本地区は人口密度が高く第三次産業従事者が多いが、中部の徳王子、山北、山南地区は農業が盛んであるが、近年は工業団地の整備が進む。北部の西川、東川地区は山間部で、過疎化が進んでいる。町発足時約8300人だった人口は1975年頃にはおよそ5800人まで減少し長らく過疎地域に指定されていたが、その後は工場、専門学校の誘致や高知市のベッドタウン化様相もあり、6300人ほどまで人口が増加するなど、県内においては人口が増加傾向にある数少ない自治体でもあった。
合併後の2010年国勢調査での人口は6637人であった。

## 歴史
- 1955年（昭和30年）4月1日 - 岸本町・徳王子村・山南村・山北村および東川村の一部（福方・山川・未延・末清・正延・別役・撫川）・西川村の一部（前川および口西川・中西川・奥西川の各一部）が合併して香我美町が発足。
- 1956年（昭和31年）4月1日 - 組合立大忍中学校を組合解散の上、町立香我美中学校とする。
- 1962年（昭和37年）5月20日 - 陸上自衛隊高知分屯地（現駐屯地）設置。
- 1970年（昭和45年）1月1日 - 町内6農協が合併、香我美町農協が発足。
- 1972年（昭和47年）2月26日 - 役場庁舎移転新築落成。
- 1974年（昭和49年）4月1日 - 土佐電気鉄道安芸線廃止。
- 1975年（昭和50年）4月1日 - 岸本、北部の両小学校を除く小学校を統合し、香我美小学校が開校。
- 1976年（昭和51年）5月 - 千舞温泉開業。
- 1981年（昭和56年）4月1日 - 香我美幼稚園開園。
- 1986年（昭和61年）10月1日 - 三菱電機高知工場操業開始。
- 1989年（平成元年）3月 - 大谷工業団地造成完了。
- 1991年（平成3年）5月 - 町立図書館開館。
- 1993年（平成5年）4月1日 - 香南リハビリテーション大学校開校。
- 1993年（平成5年）7月19日 - 大字徳王子の一部を赤岡町に編入（現・赤岡町徳王子）。
- 2002年（平成14年）7月1日 - 土佐くろしお鉄道ごめん・なはり線開業。
- 2006年（平成18年）3月1日 - 赤岡町・野市町・夜須町・吉川村と合併して香南市が発足。同日香我美町廃止。

## 交通

### 鉄道
土佐くろしお鉄道
- ごめん・なはり線：香我美駅

### 道路
一般国道
- 国道55号

## 出身者
- 29代木村庄之助（大相撲立行司）
- 初代海山太郎（大相撲力士）
- 藤田三郎（元全国農協中央会会長）
- 岡本弥太（詩人）
- 野村長平（鳥島への漂流者）

## ゆかりの人物
- 玉錦三右エ門（大相撲第32代横綱）―父が旧・徳王子村出身。墓が岸本に所在